# Maria Tolmay

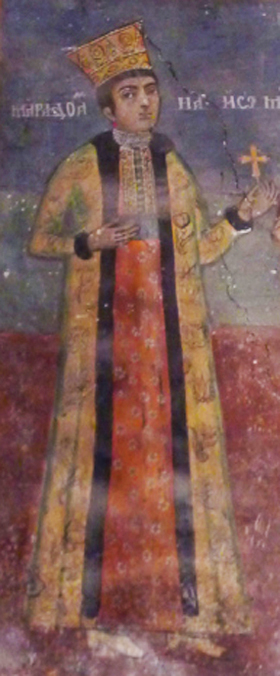
Maria Tolmay (15. Jahrhundert)

Maria Tolmay (auch Mara Tolmay; * 14. Jahrhundert im Fürstentum Walachei; † 1420 oder 1427 ebenda) war eine rumänische Adelige und die Ehefrau Mircea cel Bătrâns.                                                                                                                       

## Leben
Maria Tolmay wurde im 14. Jahrhundert im Fürstentum Walachei geboren. Ihr Taufname wird als Mara angegeben. Allerdings sind nur die letzten beiden Buchstaben (..RA) durch eine Inschrift eines 1761 gemalten Bildes erhalten geblieben. Sie wurde in eine ungarische Adelsfamilie geboren. Sie heiratete Mircea cel Bătrân und bekam mit ihm einen Sohn namens Michael I., welcher von 1415 bis 1420 Woiwode der Walachei war. Zu Beginn des 15. Jahrhunderts besaß Tolmay das heutige Lesencetomaj am Plattensee im Königreich Ungarn. Sie starb in den 1420er-Jahren.